# United Artists Records
Pour les articles homonymes, voir UAR.
United Artists Records est label discographique américain, anciennement basé à Los Angeles, actif entre 1957 et 1980. Il est fondé par Max E. Youngstein de United Artists en 1957. Initialement destinée à distribuer les musiques de films du studio, elle se diversifie dans le jazz, la musique populaire, la country, la pop et rock 'n' roll.

## Histoire
L'implication d'United Artists dans le jazz est significative. L'entreprise embauche Alan Douglas en 1960 pour diriger sa division jazz. Les autres producteurs étaient George Wein, Jack Lewis et Tom Wilson. United Artists a sorti des albums de jazz de Count Basie,  Art Blakey, Ruby Braff, Betty Carter, Teddy Charles, Kenny Dorham, Mose Allison, Duke Ellington, Art Farmer, Bud Freeman, Curtis Fuller, Benny Golson, Billie Holiday, Milt Jackson, Dave Lambert, Booker Little, Howard McGhee, Gerry Mulligan, Oliver Nelson, Herb Pomeroy, Bill Potts, Zoot Sims, Rex Stewart, Billy Strayhorn, et le Modern Jazz Quartet.
En 1966, la division Solid State a été créée, enregistrant plusieurs albums du Thad Jones/Mel Lewis Orchestra. Les autres labels filiales étaient Unart, Ascot, United Artists Jazz, Musicor (United Artists était à moitié propriétaire de la société de 1960 à 1964 avant de vendre en 1965. Ultra Audio (un label audiophile), et Veep. Unart est créé en 1958 et fonctionne jusqu'en 1959, produisant des singles par des groupes vocaux, puis est recréé en 1967 pour des albums économiques.

## Groupes et artistes
- 999
- The Animals (Jet)
- The Angels (it) (Ascot)
- The Angels
- Paul Anka
- Shirley Bassey
- The Beatles (US)
- Bad Boys (it)
- Brinsley Schwarz
- Buzzcocks
- Can
- Al Caiola (it) (Ultra Audio)
- Andrea Carroll (en)
- Cher
- Bill Conti
- Pat Cooper (it)
- Cornelius Brothers & Sister Rose (en)
- Don Costa
- The D-Men (Veep & United Artists)
- The Spencer Davis Group (US)
- Dr. Feelgood
- Patty Duke
- The Easybeats
- The Electric Indian (en)
- Electric Light Orchestra (United Artists & Jet)
- The Exciters (en)
- Ferrante & Teicher (it) (Ultra Audio and United Artists)
- Giorgio Gaslini
- Crystal Gayle
- Gerry Goffin
- Bobby Goldsboro
- The Groundhogs
- Bill Haley & His Comets
- Hawkwind
- Help Yourself
- LeRoy Holmes (en)
- The Highwaymen
- Jay and the Americans
- Marv Johnson (en)
- George Jones
- Gordon Lightfoot
- Little Anthony and the Imperials (DCP, Veep & United Artists)
- Little Romeo and the Casanovas (Ascot)
- Man
- Manfred Mann (Ascot & United Artists)
- Mantovani
- Nathaniel Mayer (en)
- Don McLean
- Bobbi Martin (en)
- George Martin
- Garnet Mimms (en)
- Melba Montgomery
- Mouth & MacNeal
- Maxine Nightingale
- Nick Perito (en)
- Gene Pitney (Musicor)
- Mark Radice (en)
- Gerry Rafferty
- Chris Rea
- Del Reeves
- Johnny Rivers
- Kenny Rogers
- Jimmy Roselli (it)
- Merrilee Rush (en)
- Jean Shepard (en)
- Dusty Springfield (US)
- The Stranglers
- The Tammys (en)
- The Temptations
- Traffic (US)
- Ike and Tina Turner
- The Ventures
- War (Far Out Productions)
- Wess and the Airedales
- Dottie West
- George Williams (en)
- Bobby Womack
- Timer/Reverberi pa-7016